# Sagar Gorria
Sagar Gorria es el nombre de una variedad cultivar de manzano (Malus domestica) Está cultivada en la colección del Banco de Germoplasma del manzano de la Universidad Pública de Navarra con el N.º BGM051, los ejemplares son procedentes de esquejes localizados en Leiza (merindad de Pamplona, en la comarca Norte de Aralar, en el valle de Leizarán, Navarra).

## Sinónimos
- "Manzana Sagar Gorria",[8]
- "Sagar Gorria-Sagarra"[9][10][11]
- "Erregin sagar gorria".[1]

## Características
El manzano de la variedad 'Sagar Gorria' tiene un vigor medio. El árbol tiene tamaño medio y porte erecto, con tendencia a ramificar media, con hábitos de fructificación en ramos largos; ramos con pubescencia fuerte; presencia de lenticelas muy escasas; grosor de los ramos medio; longitud de los entrenudos media.
Tamaño de las flores medias, color de la flor cerrada rosa oscuro, color de la flor abierta blanco rosado; longitud de estilo/estambre iguales, punto de soldadura del estilo lejos de la base; época de floración tardía, con una duración de la floración larga. Incompatibilidad de alelos S9 S10 S28.
Las hojas tienen una longitud del limbo de tamaño medio a grande, con color verde, pubescencia presente, con la superficie poco brillante; forma del limbo es ovalado, forma del ápice apicular, forma de los dientes serrados, y la forma de la base del limbo redondeado. Plegamiento del limbo plegada, con porte erguido; estípulas filiformes; longitud del pecíolo medio.
La variedad de manzana 'Sagar Gorria' tiene un fruto de tamaño pequeño, de forma oblonga; con color de fondo verde blanquecino, con sobre color de importancia grande, color del sobre color rojo, reparto del sobre color en placas continuas, y una sensibilidad al "russeting" (pardeamiento áspero superficial que presentan algunas variedades) débil; con una elevación del pedúnculo que sobresale poco, grosor de pedúnculo fino, longitud del pedúnculo medio, anchura de la cavidad peduncular es media, profundidad cavidad pedúncular muy grande, importancia del "russeting" en cavidad peduncular media; profundidad de la cavidad calicina es media, anchura de la cavidad calicina es media, importancia del "russeting" en cavidad calicina débil; apertura de los lóbulos carpelares están parcialmente abiertos; apertura del ojo cerrado; color de la carne crema; acidez media, azúcar medio, y firmeza de la carne media.
Época de maduración y recolección muy temprana; fecha de recolección del 15 al 30 octubre, la fecha de maduración en noviembre, y la fecha de conservación 
hasta abril. Se usa como manzana de mesa, es aromática, y una de las variedades más dulce, de fácil digestión, y también una manzana óptima para cocinar. Una elección muy suave al estómago.

## Susceptibilidades
- Oidio: ataque débil
- Moteado: ataque débil
- Fuego bacteriano: ataque medio
- Carpocapsa: ataque medio
- Pulgón verde: ataque medio
- Araña roja: ataque fuerte[5][14]